# Neuromachaerota vosseleri
Neuromachaerota vosseleri is een halfvleugelig insect uit de familie Machaerotidae. De wetenschappelijke naam van deze soort is voor het eerst geldig gepubliceerd in 1912 door Schmidt.